# テュデウス (将軍)
テュデウス（希：Τυδεύς、ラテン文字転記：Tydeus、紀元前5世紀後半）はペロポネソス戦争期のアテナイの将軍である。
テュデウスは紀元前405年に将軍（ストラテゴス）の一人に選出され、同僚の将軍たちと共に艦隊を率いた。同年、テュデウス、メナンドロス、アデイマントス、フィロクレスといった将軍たちはアイゴスポタモイにてリュサンドロス率いる対岸のランプサコスのスパルタ艦隊と対陣した。この時、トラキアの王の許に身を寄せていたアルキビアデスからアイゴスポタモイは近くに町がなく食料を調達しにくいのでセストスに移動すべきだという忠告、もし自分にも指揮権を分けてくれればトラキアの援軍を提供するという申し出を受けたが、テュデウスたちは今指揮権を持っているのはアルキビアデスではなく自分たちだ、と言って忠告と申し出を退けた。それから数日後、食料調達のために兵士たちが船を離れた隙を突かれてアテナイ艦隊は完敗し（アイゴスポタモイの海戦）、フィロクレスやアデイマントスといった将軍たちを含む多数が捕虜になった（テュデウスについてはこの海戦を記録したクセノポンもディオドロスも、リュサンドロスの伝記を書いたプルタルコスも言及しておらず、はたして捕えられたのか逃げおおせたのかは不明である）。アテナイ人の捕虜に対する酷い扱いのために、捕虜を人道的に扱うべきだと主張していたアデイマントス一人を残してアテナイ軍の捕虜たちは皆処刑された。後になってアデイマントスとテュデウスはアテナイ人によってアイゴスポタモイでの敗北は彼らがリュサンドロスから賄賂を受け取ったからであるとの嫌疑を受けた（このことからテュデウスが海戦の時に逃げ延びた可能性は少なからずある）。しかしながら、その後のテュデウスについての情報はなく、これ以降の彼がどんな運命を辿ったのかは不明である。

## 註
1. ↑  クセノポン, II. 1. 16
2. ↑  クセノポン, I. i. 26
3. ↑  ディオドロス, XIII. 105
4. ↑  プルタルコス, 「リュサンドロス」, 10
5. ↑  クセノポン, II. 1. 30
6. ↑  パウサニアス, X. 9. 11